# Neurigona punctifera
Neurigona punctifera är en tvåvingeart som beskrevs av Becker 1907. Neurigona punctifera ingår i släktet Neurigona och familjen styltflugor. Inga underarter finns listade i Catalogue of Life.